# Rubus sierrae
Rubus sierrae är en rosväxtart som beskrevs av J.E. Laferriere. Rubus sierrae ingår i släktet rubusar, och familjen rosväxter. Inga underarter finns listade i Catalogue of Life.